# Mario Landi
Mario Landi (Messina, 12 ottobre 1920 – Roma, 18 marzo 1992) è stato un regista e attore italiano.

## Biografia
Laureato in giurisprudenza, nel 1944 si diploma all'Accademia nazionale d'arte drammatica di Roma, e cura la regia di diverse opere teatrali fra cui la farsa moderna Apocalisse a Capri di Sergio Sollima, interpretata da Mario Scaccia e da una debuttante Delia Scala. Partecipa quindi alle prime realizzazioni della televisione pubblica, la Rai, dirigendo alcuni varietà, come il celebre Un due tre, con Ugo Tognazzi e Raimondo Vianello (1954-1959), Casa Cugat, con Xavier Cugat e Abbe Lane, e l'edizione del 1960 di Canzonissima.
Ha realizzato e diretto diversi sceneggiati televisivi trasmessi dalla Rai dagli anni cinquanta agli anni settanta, tra i quali la riduzione del romanzo di Emily Brontë, Cime tempestose, con Anna Maria Ferrero e Massimo Girotti, e Il romanzo di un maestro, dal romanzo omonimo di Edmondo De Amicis, con Armando Francioli.
Landi ha inoltre diretto tutti gli episodi delle quattro serie televisive Le inchieste del commissario Maigret, con Gino Cervi e Andreina Pagnani, andati in onda fra il 1964 e il 1972, oltre al film Maigret a Pigalle, unico Maigret cinematografico con lo stesso Cervi nel ruolo del commissario. Per Rai 2 ha firmato negli anni 1983 e 1984 la regia del varietà sexy di seconda serata Il cappello sulle 23.
Gli ultimi anni della sua carriera sono caratterizzati da una produzione underground. In questo senso Landi viene ricordato per il film Giallo a Venezia, un thriller splatter con scene di sesso al limite dell'hard con Leonora Fani e Gianni Dei girato nel 1979 e per il film Patrick vive ancora, horror erotico del 1980, con Carmen Russo, finto sequel di Patrick diretto due anni prima dal regista australiano Richard Franklin.

## Filmografia

### Cinema
Regia
- Canzoni per le strade (1950)
- Siamo tutti milanesi (1953)
- Giacobbe ed Esaù (1963)
- Maigret a Pigalle (1967)
- Le impiegate stradali (Batton Story) (1976)
- Supersexymarket (1979)
- Giallo a Venezia (1979)
- Il viziaccio (1979)
- Patrick vive ancora (1980)

Sceneggiatura
- I due sergenti, regia di Carlo Alberto Chiesa (1951)
- I colpevoli, regia di Turi Vasile (1957)

Attore
- La risaia, regia di Raffaello Matarazzo (1956)
- Urlatori alla sbarra, regia di Lucio Fulci (1960)
- Quelli che contano, regia di Andrea Bianchi (1974)

## Televisione
- Così è (se vi pare) di Luigi Pirandello, trasmesso il 15 gennaio 1954.
- Io sono Gionata Scrivener, dal romanzo di Claude Houghton, trasmesso il 3 settembre 1954.
- Esami di maturità di Ladislas Fodor, trasmesso l'8 ottobre 1954.
- Al cavallino bianco, libretto di Hans Müller-Einigen, musica di Ralph Benatzky, trasmesso il 14 ottobre 1954.
- La casa delle tre ragazze, libretto di Alfred Maria Willner e Heinz Reichert, musica di Franz Schubert, trasmesso il 9 novembre 1954.
- Il tempo e la famiglia Conway di John Boynton Priestley, trasmesso il 10 dicembre 1954.
- Sogno di un walzer, libretto di Felix Dörmann e Leopold Jacobson, musica di Oscar Straus, trasmesso il 12 febbraio 1955.
- La notte di sette minuti di Georges Simenon e Charles Méré, trasmesso il 3 marzo 1955.
- La vedova allegra, libretto di Victor Léon e Leo Stein, musica di Franz Lehár, trasmesso il 7 maggio 1955.
- Dopo cena di Alwyne Whatsley e Lewis Stringer, trasmesso il 3 agosto 1955.
- Andrea Chénier, musica di Umberto Giordano, trasmesso il 15 ottobre 1955.
- Cime tempestose, dal romanzo omonimo di Emily Brontë, sceneggiatura di Mario Landi e Leopoldo Trieste, sceneggiato televisivo in 4 puntate, trasmesse dal 12 febbraio al 4 marzo 1956.
- Casa, dolce casa... di Beppe Costa e Galeazzo Benti, trasmesso il 18 maggio 1956.[3]
- Una cattedrale per l'isola di Jean-Jacques Bernard, trasmesso 15 giugno 1956.
- Don Desiderio disperato per eccesso di buon cuore di Giovanni Giraud, regia teatrale di Checco Durante, trasmesso il 4 luglio 1956.
- Il medico volante di Molière, trasmesso il 3 novembre 1956.
- All'insegna delle sorelle Kadar[4] di Renato Lelli,[5] trasmesso il 5 aprile 1957.
- Alla prova di Frederick Lonsdale,[6] trasmesso il 26 aprile 1957.
- Il trionfo del diritto di Nicola Manzari, trasmesso il 7 giugno 1957.
- Scampolo di Dario Niccodemi, trasmesso il 9 agosto 1957.
- Mancia competente di Aladar Laszlo, trasmesso il 20 settembre 1957.
- Un mese in campagna di Ivan Sergeevič Turgenev, trasmesso il 25 ottobre 1957.
- Il bambino da un soldo, originale televisivo di Isa Mogherini, trasmesso il 15 novembre 1957.
- I graditi ospiti di Sergio Paolini e Stelio Silvestri, trasmesso il 15 aprile 1958.
- La mascherina d'oro di Giuseppe Ciabattini, trasmesso il 29 aprile 1958.
- Il pellicano ribelle di Enrico Bassano, trasmesso il 6 giugno 1958.
- Il cuore e il mondo di Lorenzo Ruggi, trasmesso il 4 luglio 1958.
- L'ereditiera di Ruth Goetz e Augustus Goetz, trasmesso il 12 settembre 1958.
- Canne al vento, dal romanzo omonimo di Grazia Deledda, riduzione e sceneggiatura di Gian Paolo Callegari, sceneggiato televisivo in 4 puntate, trasmesso dall'8 al 29 novembre 1958.
- L'amore deve nascere di Luigi Antonelli, trasmesso il 19 dicembre 1958.
- Il romanzo di un maestro, dal romanzo omonimo di Edmondo De Amicis, riduzione e sceneggiatura di Grazia Dore e Anna Maria Rimoaldi, sceneggiato televisivo in 5 puntate, trasmesso dal 18 aprile al 16 maggio 1959.
- Teddy e il suo partner di Yvan Noé, trasmesso il 10 luglio 1959.
- Gli oggetti d'oro, sceneggiatura di Luciano Vecchi, dal racconto di Domenico Rea, trasmesso l'8 settembre 1959.
- Il povero fornaretto di Venezia di Francesco Dall'Ongaro, trasmesso il 12 ottobre 1959.
- La pelle degli altri di Romildo Craveri, da un racconto di Arthur Miller, trasmesso il 20 novembre 1959.[7]
- Cavalcata al mare di John Millington Synge, trasmesso il 15 dicembre 1959.
- Casa paterna di Hermann Sudermann, trasmesso il 15 febbraio 1960.
- Ragazza mia, dal romanzo di William Saroyan, traduzione e sceneggiatura di Anna Maria Romagnoli, sceneggiato televisivo in 4 puntate, trasmesso dal 20 marzo al 9 aprile 1960.
- La signora Rosa di Sabatino Lopez, trasmesso il 27 maggio 1960.
- Mulini a vento di Edoardo Anton, trasmesso il 22 luglio 1960.
- Capitano dopo Dio di Jan de Hartog, trasmesso il 29 luglio 1960.
- Il piacere dell'onestà di Luigi Pirandello, trasmesso il 5 maggio 1961.
- La donna del mare di Henrik Ibsen, trasmesso il 4 dicembre 1961.
- Un episodio dell'anno della fame, dal racconto[8] di Caterina Percoto, sceneggiatura di Giuseppe Cassieri, trasmesso il 28 dicembre 1961.
- La luna dei Caraibi di Eugene O'Neill, trasmesso il 18 febbraio 1962.
- Zona di guerra di Eugene O'Neill, trasmesso il 25 febbraio 1962.
- Lungo viaggio di ritorno di Eugene O'Neill, trasmesso il 4 marzo 1962.
- La bella avventura di Gaston Arman de Caillavet, Robert de Flers ed Étienne Rey, trasmesso il 27 aprile 1962.
- Una signora gentile di Edward Chodorov, trasmesso il 7 maggio 1962.
- Una lapide in via Mazzini, dal racconto di Giorgio Bassani, riduzione di Romildo Craveri e Alberto Ca' Zorzi, trasmesso il 10 ottobre 1962.
- Mi sono sposato di Guglielmo Zorzi, trasmesso il 16 novembre 1962.
- Una volta nella vita di George S. Kaufman e Moss Hart, trasmesso il 4 febbraio 1963.
- L'amico a nolo di Enrico Serretta, trasmesso il 19 luglio 1963.
- Quando una ragazza dice sì di Leandro Fernández de Moratín, trasmesso il 22 luglio 1963.
- Ritorna il tenente Sheridan di Mario Casacci, Alberto Ciambricco e Giuseppe Aldo Rossi, 6 episodi, trasmessi dal 20 ottobre al 1 dicembre 1963.
- Loro ed io, divagazioni da Jerome K. Jerome, riduzione di Alfio Valdarnini, trasmesso il 30 dicembre 1963.
- Le sorelle di Segovia di Bruno Rovere, trasmesso 17 aprile 1964.
- La Provvidenza e la chitarra, dal racconto di Robert Louis Stevenson, riduzione di Belisario Randone, trasmesso il 4 dicembre 1964.
- Le inchieste del commissario Maigret, riduzione e adattamento di Diego Fabbri e Romildo Craveri, trasmesso dal 27 dicembre 1964 al 14 febbraio 1965.
- Le nuove inchieste del commissario Maigret, riduzione e adattamento di Diego Fabbri, Romildo Craveri e Mario Landi, trasmesso dal 20 febbraio al 17 aprile 1966.
- Questi nostri figli, da Pane vivo di François Mauriac, riduzione di Diego Fabbri, 4 puntate, trasmesse dal 25 marzo al 22 aprile 1967.
- Dossier Mata Hari di Bruno di Geronimo e Mario Landi, 4 puntate, trasmesse dal 9 al 30 luglio 1967.
- Il Kedivè di Giuseppe Marotta e Belisario Randone, trasmesso il 30 settembre 1967.
- I racconti del maresciallo, dai racconti di Mario Soldati, sceneggiatura di Romildo Craveri e Carlo Musso Susa, 6 episodi, trasmessi dal 12 gennaio al 23 febbraio 1968.
- Le inchieste del commissario Maigret, riduzione e adattamento di Diego Fabbri e Romildo Craveri, trasmesso dal 19 maggio al 18 agosto 1968.
- Dal tuo al mio di Giovanni Verga, trasmesso il 18 marzo 1969.
- Non te li puoi portare appresso di George Kaufman e Moss Hart, trasmesso il 7 settembre 1969.
- Futili motivi, dal racconto di Giovanni Arpino, riduzione, adattamento e dialoghi di Alberto Bevilacqua e Mario Landi, trasmesso il 3 ottobre 1969.
- La tigre e il cavallo di Robert Bolt, trasmesso il 30 dicembre 1969.
- Esercizio a cinque dita,di Peter Shaffer, trasmesso il 7 luglio 1970.
- La macchina da scrivere di Jean Cocteau, trasmesso l'8 gennaio 1971.
- Le inchieste del commissario Maigret, riduzione e adattamento di Diego Fabbri, Romildo Craveri e Amleto Micozzi, trasmesso dal 2 al 17 settembre 1972.
- Nessuno deve sapere, sceneggiatura di Renzo Genta e Marco Oxman, 6 puntate, trasmesse dal 13 marzo al 17 aprile 1973.
- Serata al Gatto Nero di Mario Casacci e Alberto Ciambricco, in 2 puntate, trasmesse il 23 e 24 giugno 1973.
- La visita della vecchia signora di Friedrich Dürrenmatt, trasmesso il 30 novembre 1973.
- La cagnotte di Eugène Labiche, trasmesso il 21 dicembre 1973.
- Uomo o vegetale? di Francis Scott Fitzgerald, trasmesso il 9 maggio 1975.
- Ella si umilia per vincere di Oliver Goldsmith, trasmesso il 31 ottobre 1975.
- A casa, una sera... di Francis Durbridge, trasmesso il 23 e 24 settembre 1976.
- Accadde ad Ankara, originale televisivo di Fabio Pittorru, in tre parti, trasmesso dal 6 al 13 marzo 1979.
- La vedova e il piedipiatti di Paolini e Silvestri, 6 episodi, trasmessi dal 3 luglio al 7 agosto 1979.
- Antoine e Julie, dal romanzo di Georges Simenon,[9] sceneggiatura di Umberto Ciappetti, trasmesso il 20 settembre 1979.
- Rugantino, scritto e diretto da Garinei e Giovannini, in tre parti, trasmesso dal 15 al 29 febbraio 1980.
- Tutto di... Sarah Ferrati, trasmesso il 28 marzo 1980.
- Hai mai provato nell'acqua calda? di Walter Chiari e Paolo Mosca, regia teatrale di Walter Chiari, in due parti, trasmesso il 1⁰ e l'8 settembre 1983.

### Varietà televisivi
- Antologia del buonumore. Telericordi di Marcello Marchesi, trasmesso il 21 gennaio 1954.
- Antologia del buonumore. Gli smaniosi di Marcello Marchesi e Vittorio Metz, trasmesso il 4 febbraio 1954.
- Antologia del buonumore. Cent'anni dopo di Carlo Silva e Italo Terzoli, trasmesso il 4 marzo 1954.
- I cinque sensi sono sei[10] di Dino Falconi e Vincenzo Rovi, trasmesso dall'11 marzo al 6 maggio 1954.
- Antologia del buonumore. Rivolta al Paranagua di Giulio Scarnicci e Renzo Tarabusi, trasmesso il 18 marzo 1954.
- Invito al sorriso,[11] trasmesso dal 13 maggio al 15 luglio 1954.
- Il cassetto, fantasia musicale di Mario Landi, Bruno Corbucci, Rudy Majolo, trasmesso il 22 luglio 1954.
- Passo d'addio, trasmesso il 29 luglio 1954.
- Passeggiata in città, trasmesso il 2 settembre 1954.
- Quarta dimensione, trasmesso il 16 settembre 1954.
- Questo sì, questo no, trasmesso il 20 settembre 1954.
- Cleptoarmonia di Corbucci, Majolo, Ricci e Romano, trasmesso il 13 agosto 1955.
- I tempi di Francesca Bertini, trasmesso il 15 settembre 1955.
- Un due tre, con Ugo Tognazzi e Raimondo Vianello (1954-1959)
- Spettacolo all'improvviso, presenta Mario Scaccia, trasmesso il 6 novembre 1955.
- Casa Cugat, con Xavier Cugat e Abbe Lane, 6 puntate, trasmesse dal 4 dicembre 1955 all'8 gennaio 1956.
- Quinto Festival della canzone napoletana, trasmesso il 16, 17 e 18 maggio 1957.
- Le canzoni di tutti, divagazioni musicali di Luciano Salce ed Ettore Scola, 7 puntate, trasmesse dal 15 gennaio al 26 febbraio 1958.
- Settimo Festival della canzone napoletana, trasmesso l'11, 12 e 13 giugno 1959.
- Ottavo Festival della canzone napoletana, trasmesso il 14, 15 e 16 giugno 1960.
- Canzonissima 1960, testi di Amurri, Faele e Landi, 13 puntate, trasmesse dal 15 ottobre 1960 al 6 gennaio 1961.
- Mario Gangi, Sergio Bruni, Riccardo Rauchi, trasmesso il 20 dicembre 1961.
- Piccola fantasia, testi di Maurizio Jurgens, trasmesso il 25 dicembre 1961.
- Siparietto,[12] trasmesso dal 7 febbraio al 18 aprile 1962.
- Girotondo show, testi di Maurizio Jurgens, 6 puntate, trasmesse dal 21 giugno al 26 luglio 1962.
- Primo campionato europeo della canzone per bambini, trasmesso il 2 settembre 1962.
- Settimana del cantautore, trasmesso il 28 settembre 1962.
- Nata per la musica, spettacolo musicale di Caterina Valente, testi di Guido Castaldo e Maurizio Jurgens, 9 puntate, trasmesse dal 21 ottobre al 16 dicembre 1962.
- Cantatutto, testi di Amurri e Faele, 6 puntate, trasmesse dal 30 marzo al 4 maggio 1963.
- Secondo campionato europeo della canzone per bambini, trasmesso il 2 giugno 1963.
- Cantatutto, testi di Amurri e Faele, 6 puntate, trasmesse dal 16 maggio al 4 luglio 1964.
- Le canzoni di Babbo Natale, testi di Faele, trasmesso il 24 dicembre 1964.
- Tradotta che viene, tradotta che va, testi di Michele Galdieri e Franco Monicelli, trasmesso il 22 maggio 1965.
- Il Rotocarlo[13][14] di Gianfranco D'onofrio e Silvano Nelli, 6 puntate, trasmesse dal 5 agosto al 9 settembre 1965.
- Un disco per l'estate 1967, trasmesso l'8, 9 e 10 giugno 1967.
- Un disco per l'estate 1968, testi di Maurizio Jurgens, trasmesso il 13, 14 e 15 giugno 1968.
- Un disco per l'estate 1969, testi di Amurri, Verde e Broccoli, trasmesso il 12, 13 e 14 giugno 1969.
- Il Telecanzoniere (1970) – supervisione regia
- Un disco per l'estate 1970, testi di Amurri, Verde e Broccoli, trasmesso l'11, 12 e 13 giugno 1970.
- Un disco per l'estate 1971, testi di Amurri e Verde, trasmesso il 10, 11 e 12 giugno 1971.
- Un disco per l'estate 1972, testi di Amurri e Verde, trasmesso il 15, 16 e 17 giugno 1972.
- Un disco per l'estate 1974, testi di Dino Verde, trasmesso il 15 giugno 1974.
- Un disco per l'estate 1975, trasmesso il 21 giugno 1975.
- Con la partecipazione straordinaria di..., trasmesso il 19 ottobre 1976.
- Canzoni per la libertà, testi di Luigi Lunari, trasmesso il 28 novembre 1976.
- Non si può spiegare, bisogna vederlo, trasmesso il 31 dicembre 1976.
- Tuttaroma, con Sergio Centi, 4 puntate, trasmesse dal 4 al 25 maggio 1977.
- Il Borsacchiotto, gioco a premi di Leo Chiosso e Sergio D'Ottavi, 10 puntate, trasmesse dal 23 maggio al 1 agosto 1977.[15][16]
- Vicki Sue Robinson, trasmesso il 25 settembre 1977.
- L'uomo solo di e con Felice Andreasi, trasmesso il 10 e 17 novembre 1978.
- Lo scatolone - Antologia di nuovissimi, nuovi e seminuovi, 12 puntate, trasmesse dal 5 febbraio al 30 aprile 1981; 12 puntate, trasmesse dal 19 agosto al 4 novembre 1982.
- Il cappello sulle ventitré di Alberto Argentini, trasmesso dal 15 ottobre 1983 al 18 agosto 1984.
- Il cappello sulle ventitré di Raoul Morales, trasmesso dal 9 febbraio al 27 luglio 1985.

## Radio
Prosa radiofonica
- Il ceppo di Anatole France, trasmesso il 24 dicembre 1968.
- Rete in acqua, racconto di Raffaello Brignetti, trasmesso il 12 luglio 1970.
- La grande unione, originale radiofonico di Elena De Merik e Mario Landi, regia di Mario Landi, trasmesso il 21 dicembre 1985.
- Magia e potere, originale radiofonico di Elena De Merik e Mario Landi, regia di Mario Landi, trasmesso il 28 dicembre 1985.
- Inquinamento e distruzione, originale radiofonico di Elena De Merik e Mario Landi, regia di Mario Landi, trasmesso il 4 gennaio 1986.
- L'erba della follia, originale radiofonico di Elena De Merik e Mario Landi, regia di Mario Landi, trasmesso l'11 gennaio 1986.
- Guerra e razzismo, originale radiofonico di Elena De Merik e Mario Landi, regia di Mario Landi, trasmesso il 18 gennaio 1986.
- Gli animali al potere, originale radiofonico di S. Ambrogi, trasmesso il 21 febbraio 1987.

## Teatro

### Autore
- Il male del gelato, regia di Marco Guglielmi, Roma, Teatro delle Muse, 6 febbraio 1964.

### Regia
- Il cappello a tre punte, dal romanzo omonimo di Pedro Antonio de Alarcón, riduzione di Mario Landi, Roma, Stadio Dux, 9 febbraio 1943.
- Nozze di sangue di Federico García Lorca, Roma, Teatro Eliseo (novembre 1944)
- Gioventù malata di Ferdinand Bruckner, Roma, Teatro Manzoni, 20 maggio 1945.
- La frontiera di Leopoldo Trieste, Roma, Teatro Quirino, 4 luglio 1945.
- Dietro quel palazzo di Achille Campanile, Milano, Teatro del Parco, 31 agosto 1946.
- Gioventù malata di Ferdinand Bruckner, Milano, Teatro Excelsior, 18 ottobre 1946. (interpreti variati)
- Cronaca di Leopoldo Trieste, Milano, Teatro Excelsior, 20 novembre 1946.
- Quattro donne di Marcel Mouloudji, Milano, Teatro Odeon, 4 novembre 1947.
- Querela contro ignoto di Georges Neveux, Milano, Piccolo Teatro, 17 dicembre 1947.
- Gli indifferenti di Alberto Moravia, Roma, Teatro Quirino, 7 aprile 1948.
- Profonde sono le radici di Arnaud D’Usseau e James Gow, Roma, Teatro Pirandello (gennaio 1950)
- Le escluse di Clotilde Masci, Roma, Teatro Eliseo, 25 luglio 1950.
- Apocalisse a Capri di Sergio Sollima, Roma, Teatro dei Satiri, 10 marzo 1951.
- Salviamo la giovane di Cesare Giulio Viola, Milano, Teatro Manzoni, 11 dicembre 1951.
- Noi due di Alessandro De Stefani, Roma, Teatro delle Arti, 30 maggio 1956.
- Una cattedrale per l'isola di Jean-Jacques Bernard, Roma, Teatro Goldoni (giugno 1956)
- Il signore va a caccia di Georges Feydeau, Roma, Teatro Arlecchino, 5 febbraio 1957.
- I sette a Tebe di Eschilo, tournée estiva in Sicilia (Taormina, Palazzolo, Gela, Selinunte, Agrigento, Palermo) (agosto 1960)
- Jet Boeing 727 di Marc Camoletti, Milano, Teatro Odeon, 4 settembre 1962.
- Il giorno della civetta di Leonardo Sciascia e Giancarlo Sbragia, Catania, Teatro Musco, 16 aprile 1963.
- Il piacere dell'onestà di Luigi Pirandello, Catania, Teatro Musco, 15 dicembre 1966.
- Bene, Bravo, Bis di Sollazzo e Zevola, con Patty Pravo (1967)
- Un ladro in Vaticano di Diego Fabbri, Roma, Teatro Eliseo, 4 gennaio 1973.
- Il piacere dell'onestà di Luigi Pirandello, Asti, Teatro Alfieri, 4 febbraio 1974.
- Enrico IV di Luigi Pirandello (estate 1977)
- Antigone di Sofocle, con Ivano Staccioli e Carla Calò, Ostia antica, Teatro romano (luglio o agosto 1979)
- Marionette, che passione! di Pier Maria Rosso di San Secondo (1980)